# ديفيد هوستون
ديفيد هوستون (بالإنجليزية: David Houston)‏ هو مغن مؤلف وكاتب أغاني وموسيقي ومغني أمريكي، ولد في 9 ديسمبر 1935 في شريفبورت في الولايات المتحدة، وتوفي في 30 نوفمبر 1993 بسبب أم الدم داخل القحف.

## وصلات خارجية
- ديفيد هوستون على موقع IMDb (الإنجليزية)
- ديفيد هوستون على موقع ميوزك برينز (الإنجليزية)
- ديفيد هوستون على موقع أول ميوزيك (الإنجليزية)
- ديفيد هوستون على موقع ديسكوغز (الإنجليزية)
- ديفيد هوستون على موقع قاعدة بيانات الفيلم (الإنجليزية)